# دهستان آب باران
دهستان آب باران یکی از دهستان‌های تابعه بخش جولکی شهرستان آغاجاری در استان خوزستان در جنوب غربی ایران است. دهستان آب باران به مرکزیت روستای آب باران از ترکیب روستاها، مزارع و مکان‌های هادی خانی، آب باران یک، آب باران دو، چم نظامی شیخ عاشورا، امامزاده شاه عبدالله، قهوه‌خانه پل مارون، ایستگاه آب آغاجاری، تصفیه خانه آغاجاری، تلمبه خانه شهید اسکندری، ایستگاه شهید پرخیده، چشمه نظامی، فاز دو آب باران دو، چم نظامی، بیشه شیرین و امامزاده شاه خراسان در تابعیت بخش جولکی شهرستان آغاجاری ایجاد می‌شود. براساس سرشماری مرکز آمار ایران در سال ۱۳۹۵، جمعیت آن ۲۱۱۷ نفر (۵۰۹ خانوار) بوده‌است.